# Празна кућа
„Празна кућа” (енгл. The Adventure of the Empty House) је једна од 56 приповедака о Шерлоку Холмсу које је написао Артур Конан Дојл и прва је прича у збирки кратких прича Повратак Шерлока Холмса. Објављена је у америчком часопису Collier's 26. септембра 1903, као и у британском часопису The Strand Magazine у октобру исте године.
Притисак јавности приморао је Конана Дојла да врати славног детектива у живот и објасни како је преживео смртоносну борбу са професором Моријартијем у „Последњем проблему”. Ово је прва прича о Холмсу смештена након његове наводне смрти на водопадима Рајхенбах, како је описано у претходној приповеци. Након „Последњег проблема” Дојл је написао роман Баскервилски пас који је смештен пре ових приповедака, али он је само подстакао апетите читалаца.
Дојл је „Празну кућу” сврстао на шесто место на својој листи дванаест омиљених прича о Холмсу.

## Радња
Радња се одвија 1894. године, три године након наводне смрти Шерлока Холмса. У ноћи 30. марта, у Лондону се јавља нерешиво убиство: убијен је часни Роналд Адер, сина грофа од Мејнута, колонијалног гувернера Аустралије. Адер је био у својој соби и радио на некаквим рачунима, на шта указују и папири и новац које је пронашла полиција. Волео је да игра вист и то редовно у неколико клубова, али никада за велике суме новца. Међутим, испоставља се да је освојио чак 420 фунти у партнерству са пуковником Себастијаном Мораном. Мотив се не чини као пљачка јер ништа није украдено, а чини се да Адер није имао непријатеља. Чини се чудним и да су Адерова врата закључана изнутра. Једини други излаз био је отворен прозор, а испод њега се налазио пад од 6 метара на цвеће, које не показује да је оштећено. Адер је упуцан из револвера у главу. У том тренутку нико у околини није чуо пуцањ.
У априлу, доктор Вотсон (сада удовац), пошто је задржао интересовање за злочине из својих претходних авантура са Холмсом, посећује место убиства у Парк Лејну 427. Тамо види детектива у цивилу са полицијом, а такође налеће на старијег деформисаног колекционара књига, срушивши неколико његових књига на земљу. Сусрет се завршава тако што човек зарежи од беса и оде. Међутим, то није последњи пут да га Вотсон види, за кратко време, исти човек долази у Вотсонову радну собу у Кенсингтону да се извини за своје раније понашање. Када успе да одвуче Вотсонову пажњу на неколико секунди, он се „претвара” у Шерлока Холмса, толико зачудивши Вотсона да се овај онесвести „први и последњи пут у животу”.
Супротно ономе што је Вотсон веровао, Холмс је победио професора Моријартија на водопадима Рајхенбах, бацивши га низ водопад уз помоћ барицуа, јапанске технике рвања, а затим се попео уз литицу поред пута како би изгледало као да је и он пао у смрт. Ово је био план који је Холмс у том тренутку смислио за одбрану од Моријартијевих савезника. Међутим, барем један од њих је знао да је још жив и покушао је да га убије бацајући камење на избочину где се склонио. Ужурбано се спуштајући низ литицу — и падајући на последњој краткој удаљености до стазе — Холмс је побегао да би се спасао и следеће недеље је већ био у Фиренци. Холмс се извињава Вотсону за превару која је била потребна да би се надмудрили његови непријатељи, и описује своје трогодишње подвиге, објашњавајући да је наредних неколико година провео путујући у разне делове света. Прво је отишао на Тибет и лутао две године, чак је стигао и у Ласу и упознао „главног ламу”. Након тога, Холмс је путовао инкогнито као норвешки истраживач по имену Сигерсон. Затим је отишао у Персију, па у Меку, а затим се кратко зауставио код Халифе у Картуму. Коначно, пре повратка, Холмс је провео време радећи на хемијским истраживањима деривата катрана угља у Монпељеу у Француској. Међутим, Холмса су вести о Адеровом убиству коначно вратиле у Лондон. За све ово време, једини људи који су знали да је Холмс жив били су Моријартијеви послушници и Холмсов брат Мајкрофт, који му је обезбеђивао новац који му је био потребан.
Холмс говори Вотсону да ће те вечери обавити неки опасан посао, и након кружног путовања кроз град улазе у празну кућу, напуштену зграду чија предња соба гледа − на Вотсоново велико изненађење − на Улицу Бејкер 221б. Холмсова соба се може видети преко пута, а што је још више изненађујуће, Холмс се може видети као силуета наспрам ролетне: то је заправо воштана биста, коју госпођа Хадсон редовно помера одоздо да би изгледала живо. Холмс упошљава бисту јер га је видео један од Моријартијевих људи, па очекује атентат на сопствени живот те ноћи. Холмс и Вотсон чекају два сата — до отприлике поноћи — у напуштеној кући. Снајпериста, који је загризао мамац, испаљује хитац из специјалне ваздушне пушке на њихов стан. Изненађујуће, он бира празну кућу као своју перспективну тачку.
Једном када атентатор пуца из своје ваздушне пушке, погађајући Холмесову бисту преко пута улице, Холмс и Вотсон га нападају, а он убрзо бива разоружан и обуздан. Док Вотсон руши непријатеља, Холмс позива полицију звиждуком. Полицију предводи их инспектор Лестрад, који хапси нападача. То је нико други до пуковник Моран, Адеров партнер у висту, и исти човек који је бацио камење на литицу где је Холмс стајао код водопада Рајхенбах. Холмс не жели да полиција поднесе оптужбе за покушај убиства у вези са оним што је Моран управо урадио. Уместо тога, он каже Лестраду да га оптужи за стварно убиство, јер је Моран човек који је убио Адера. Испоставило се да је ваздушна пушка специјално дизајнирана да испаљује револверске метке, а брза форензичка провера оног метка који је „убио” његову бисту показује, како је Холмс очекивао, да се поклапа са метком којим је убио Адера.
Холмс и Вотсон затим одлазе у свој стари стан у Улици Бејкер, где проналазе Холмсове собе онаквим какве их је оставио захваљујући Мајкрофтовом надзору. Моранов мотив за убиство Адера је ствар спекулација чак и за Холмса. Ипак, његова теорија је да је Адер ухватио Морана како вара на картама и запретио да ће разоткрити његово нечасно понашање. Моран се стога отарасио јединог човека који му је могао одузети средства за живот, јер је непоштено зарађивао за живот картајући се и није могао да приушти да му се забрани приступ свим клубовима.

## Историја објављивања
Приповетка је објављена у америчком часопису Collier's у 26. септембра 1903, као и у британском часопису The Strand Magazine у октобру исте године. Прича је објављена са седам илустрација Фредерика Дора Стила у часопису Collier's и са седам илустрација Сиднеја Паџета у часопису The Strand Magazine. Уврштена је у збирку кратких прича Повратак Шерлока Холмса, која је објављена у САД у фебруару 1905. и у Великој Британији у марту исте године.

## Адаптације

### Филм и телевизија
Ова прича је адаптирана као кратки филм објављен 1921. године, као део филмског серијала са Еје Норвудом у улози Холмса.
Филм Успавани кардинал из 1931. (познат и као Фатални час Шерлока Холмса) је лабаво заснован на овој приповеци, као и на „Последњем проблему”.
Многи елементи ове приповетке коришћени су у филмском серијалу о Шерлоку Холмсу из 1939–1946. у којем су глумили Бејзил Ратбон и Најџел Брус. У филму Шерлок Холмс и тајно оружје (1943), Холмс се прерушава у немачког књижара у Швајцарској. Жена у зеленом (1945) користи сцену у којој снајпериста покушава да упуца Холмса са друге стране улице, али уместо тога пуца у воштану бисту, а Холмс и Вотсон га хватају. Пуковник Себастијан Моран појављује се као негативац у филму Ноћни ужас (1946) као последњи члан Моријартијеве банде.
Прича је адаптирана као епизода серије Шерлок Холмс 1951. године, са Аланом Витлијем као Холмсом, Рејмондом Френсисом као др Вотсоном и Билом Овеном као инспектором Лестрадом. Епизода је сада изгубљена.
Прича је адаптирана 1980. као епизода совјетске ТВ серије Авантуре Шерлока Холмса и др Вотсона са Василијем Ливановим у главној улози. Епизода има неколико мањих одступања: Моран покушава да упуца Холмса током његове борбе са Моријартијем (он се заправо појављује у причи пре Моријартија, а Холмс и Вотсон су од почетка свесни његовог мотива да убије Адера), а Холмс се претвара да је погођен како би лажирао своју смрт; Адер је још увек жив на почетку епизоде, Вотсон неуспешно покушава да га заштити по Холмсовим инструкцијама, а Вотсон накратко постаје главни осумњичени за Адерово убиство.
Прича је адаптирана 1986. као епизода серије Авантуре Шерлока Холмса са Џеремијем Бретом у главној улози. Епизода је прилично верна Дојловој причи, осим што Моран покушава да упуца Холмса у Швајцарској уместо да баца камене громаде на њега, а Вотсон – а не Холмс – закључује разлог који је Моран имао за убиство Роналда Адера. Ово је била прва епизода у којој се појавио Едвард Хардвик као др Вотсон, заменивши Дејвида Берка који је играо улогу у претходним епизодама (Хардвик је поново одиграо сцену из „Последњег проблема” у флешбеку, који се састоји од Вотсона код водопада који тражи Холмса и чита његово писмо).
Приповетка је адаптирана као епизода анимиране телевизијске серије Шерлок Холмс у 22. веку. Епизода, такође под називом „Празна кућа”, први пут је емитована 1999. године.
У епизоди „Празнан мртвачки ковчег”, првој епизоди треће сезоне серије Шерлок са Бенедиктом Камбербачем у главној улози, која је емитована 1. јануара 2014, Холмс се враћа у Лондон две године (уместо три) након што је лажирао сопствену смрт. Иако је Вотсон изненађен што је Шерлок жив, он је бесан што га Шерлок није контактирао у последње две године. Невољно се удружује са Шерлоком како би истражио подземну терористичку мрежу.

### Радио
Едит Мејзер је адаптирала ову причу као епизоду америчке радио-серије Авантуре Шерлока Холмса. Епизода је емитована 5. октобра 1932, са Ричардом Гордоном као Шерлок Холмс и Лијем Ловел као др Вотсон. Римејк сценарија емитован је 15. октобра 1936. (са Гордоном као Холмсом и Харијем Вестом као Вотсоном).
Мејзерова је такође адаптирала причу као епизоду америчке радио-серије Нове авантуре Шерлока Холмса, са Бејзилом Ратбоном као Холмсом и Најџелом Брусом као Вотсоном, која је емитована 29. септембра 1940. године. Још једна епизода у истој серији, која је такође адаптирана из ове приче, емитована је 11. априла 1948. (са Џоном Стенлијем као Холмс и Алфредом Ширлијем као Вотсоном).
Џон Гилгуд је глумио Холмса са Ралфом Ричардсоном као Вотсоном у радио-адаптацији приче која је емитована на NBC радију 24. априла 1955. године.
Мајкл Хардвик је адаптирао причу као радио продукцију која је емитована на BBC Light програму 1961. године, као део радио серије из 1952–1969, у којој су се нашли Карлтон Хобс у главној улози Холмса и Норман Шели као Вотсон, са Ноелом Џонсоном као пуковником Мораном.
„Празну кућу” је 1993. године за BBC Radio 4 драматизовао Берт Кулс као део радио серије из 1989–1998. у којој су глумили Клајв Мерисон као Холмс и Мајкл Вилијамс као Вотсон. Поред њих су се појавили Мајкл Пенингтон као професор Моријарти, Фредерик Тревс као пуковник Моран, Доналд Џи као инспектор Лестрад и Питер Пенри Џоунс као сер Џон.
„Празна кућа” је комбинована са „Последњим проблемом” за епизоду Класичних авантура Шерлока Холмса, серијал у америчкој радио-емисији Imagination Theatre, у којој су глумили Џон Патрик Лоури као Холмес и Лоренс Алберт као Вотсон. Епизода под називом „Повратак Шерлока Холмса” први пут је емитована 2009. године.

### Остали медији
Ова приповетка, заједно са причама „Нестанак леди Френсис Карфакс”, „Чарлс Огастус Милвертон” и „Савез риђокосих”, чинила је изворни материјал за представу Повратак Шерлока Холмса из 1923. године.
Године 1975. DC Comics је објавио стрип Шерлок Холмс #1, који је адаптирао и „Последњи проблем” и „Празну кућу”. Било је предвиђено да ово буде серија стрипова, али будућа издања су отказана због слабе продаје.
У последњој краткој причи у књизи Флешмен и тигар (1999) Џорџа Макдоналда Фрејзера, антихерој Хари Флешман креће да убије Морана, који уцењује Флешманову унуку. Прати Морана до празне куће, али уместо тога сведочи како га Холмс хвата.